# Programa de Negociación
El Programa de Negociación (PON) es un consorcio universitario dedicado a desarrollar la teoría y la práctica de la negociación y la resolución de disputas. Como comunidad de académicos y profesionales, PON desempeña un papel único en la comunidad de negociación mundial. Fundado en 1983 como un proyecto de investigación especial en la Escuela de Derecho Harvard, PON incluye profesores, estudiantes y personal de laUniversidad de Harvard, el Instituto de Tecnología de Massachusetts, la Universidad Tufts y la Universidad deUniversidad Brandeis.
El Program de Negociación publica la revista trimestral Negotiation Journal y el boletín mensual Negotiation Briefings, y distribuye la Harvard Negotiation Law Review anual. A lo largo del año, PON ofrece una serie de cursos y oportunidades de capacitación que van desde un día hasta un semestre completo.

## Historia
En 1979, los coautores del libro Getting to Yes: Negotiating Agreement Without Giving In, Roger Fisher y William Ury, junto con Bruce Patton fundaron el Proyecto de Negociación de Harvard (HNP), con la misión de mejorar la teoría, la enseñanza y la práctica. de negociación y resolución de disputas, para que las personas puedan lidiar de manera más constructiva con conflictos que van desde lo interpersonal hasta lo internacional. Fisher comenzó preguntándose qué tipo de consejo se podría dar a ambas partes de una disputa y, al investigar esta cuestión, se puso en contacto con varios profesores, incluidos James Sebenius, Lawrence Susskind, Frank Sander y Howard Raiffa, que colaboraron para conformar el Programa de Negociación.
El Programa de Negociación fue fundado en 1983 como el primer centro de enseñanza e investigación del mundo dedicado a la negociación y resolución de disputas. Como organización paraguas con miembros fundadores tanto de Harvard como del MIT, pronto se expandió para incluir a la Universidad de Tufts como una de sus escuelas del consorcio. Desde sus inicios, el Programa de Negociación ha sido multidisciplinario, con académicos de economía, gobierno, derecho, negocios, psicología, antropología, educación y artes. Los profesores se han centrado en una amplia gama de temas de investigación, que incluyen acuerdos, negociaciones diplomáticas, negociaciones internacionales, aspectos psicológicos de las negociaciones, toma de decisiones, cuestiones relacionadas con la ética y la confianza, y negociaciones laborales.
Presidente del Programa de Negociación desde 1994, el Profesor Robert H. Mnookin es Profesor Samuel Williston de Derecho en la Escuela de Derecho Harvard. Entre sus publicaciones recientes se encuentran los libros Más allá de ganar: negociar para crear valor en acuerdos y disputas, y Negociar con el diablo: cuándo negociar, cuándo luchar.

## Publicaciones
El Programa de Negociación es responsable de múltiples publicaciones, incluidos libros, informes especiales, el boletín Negotiation Briefings y el Negotiation Journal trimestral, una revista internacional multidisciplinaria publicada por Wiley-Blackwell que detalla los últimos avances en el campo. PON también produce regularmente informes gratuitos que están disponibles a través de su sitio web, como: "Enseñanza de la negociación: comprensión del impacto de las simulaciones de juegos de roles", "Estrategias de negociación comercial: cómo negociar mejores acuerdos comerciales", " Habilidades de negociación: estrategias de negociación y técnicas de negociación para ayudarlo a convertirse en un mejor negociador", "Estrategias de negociación: secretos para lograr acuerdos exitosos en las negociaciones comerciales", "Estrategias de negociación para mujeres: secretos para el éxito", " Tratar con personas difíciles", "Conceptos básicos de BATNA: Aumente su poder en la mesa de negociación", "Sally Soprano: Simulación de juego de roles", "Harborco: Simulación de juego de roles", y "Ganar-ganar o Hardball: Aprenda las mejores estrategias de las negociaciones de contratos deportivos". Todas las publicaciones de PON, incluidos libros, estudios de casos y DVD, se pueden obtener a través de PON Clearinghouse.

## Capacitación
PON ofrece una serie de programas de capacitación durante todo el año sobre una variedad de temas que incluyen negociación, mediación, resolución de conflictos, diseño de acuerdos, conversaciones difíciles y muchos más. Los seminarios y cursos de PON están abiertos al público.

### Sesiones de autor
El Programa de Negociación ofrece sesiones de autor de un día enfocadas en publicaciones de libros recientes de miembros de la facultad de PON como parte de su serie de educación ejecutiva. Los cursos recientes incluyeron: Realización de acuerdos y negociaciones, Creación de una organización de negociación de clase mundial, Negociación con el diablo y Negociación de acuerdos internacionales.

### Educación ejecutiva
Los cursos de educación ejecutiva tienen una duración de tres días y cubren estrategias para que los líderes empresariales manejen con éxito la gestión diaria y las estrategias a largo plazo para entornos de trabajo saludables. Los ejecutivos aprenden tácticas para lidiar con trucos sucios, amenazas, ataques y obstáculos desde el otro lado de la mesa.

### Instituto de Negociación de Harvard
Las clases del Instituto de Negociación de Harvard (HNI) se ofrecen cada junio y septiembre en el campus de la Escuela de Derecho Harvard y cubren una amplia gama de habilidades de negociación y mediación, que van desde técnicas iniciales hasta técnicas avanzadas. La mayoría de los cursos ofrecidos son clases de cinco días. Sin embargo, también se ofrece un Taller intensivo de negociación de 2 días para abogados y profesionales en activo. Las ofertas de cursos recientes incluyeron: un taller de mediación, Creación de valor en acuerdos y disputas, Herramientas para prepararse y negociar de manera efectiva, Diseño e implementación de acuerdos y conversaciones difíciles.

### Seminarios PON
Abiertos a participantes de todas las disciplinas y campos profesionales, los Seminarios PON brindan cursos de negociación y mediación a la comunidad. Estos cursos de duración semestral están diseñados para aumentar la conciencia pública y la comprensión de los esfuerzos exitosos de resolución de conflictos.
Se imparten dos cursos cada año: Negociación y Resolución de Disputas en el otoño, y Mediación y Manejo de Conflictos en la primavera. Ambos cursos brindan a los participantes un marco conceptual y consejos prácticos para el desarrollo profesional y personal en la resolución de disputas. La facultad proviene de la comunidad PON de académicos y profesionales de la resolución alternativa de disputas.
El Programa de Negociación también alberga una variedad de talleres más pequeños y cursos intensivos de dos días además de sus ofertas de cursos normales, incluida la capacitación en el sitio. El Programa de Negociación también presenta una serie de películas, y tiene una Beca de investigación para graduados.

## Premio Gran Negociador
El Programa de Negociación estableció el Premio al Gran Negociador en 2000 para honrar a las personas con logros extraordinarios en la resolución de disputas. El premio está diseñado no solo para honrar los logros de destacados negociadores, sino también para centrar la atención pública en el importante papel de la negociación a medida que la sociedad enfrenta disputas cada vez más complejas en todos los sectores: público y privado, tecnológico y ético, personal y profesional. PON ha reconocido a un elenco diverso de distinguidos negociadores de sus respectivos campos: Tommy Koh Thong Bee, diplomático de Singapur y embajador general de Singapur; Juan Manuel Santos, Premio Nobel de la Paz y Presidente de Colombia (2017); Martti Ahtisaari, Premio Nobel de la Paz y expresidente de Finlandia (2010); Christo y Jeanne-Claude, los artistas que crearon The Gates in Central Park (2008); Bruce Wasserstein, presidente y director ejecutivo de Lazard, una firma internacional de asesoría financiera y gestión de activos (2007); Sadako Ogata, ex alta comisionada de las Naciones Unidas para los refugiados (2005); Richard Holbrooke, ex embajador de Estados Unidos ante las Naciones Unidas (2004); Stuart Eizenstat, ex embajador de Estados Unidos ante la Unión Europea (2003); el embajador Lakhdar Brahimi, enviado especial de las Naciones Unidas para Afganistán (2002); Charlene Barshefsky, representante comercial de Estados Unidos en la segunda administración Clinton (2001); y al exsenador estadounidense George Mitchell por su trabajo en Irlanda del Norte (2000).